# Hruba Kopa
Hruba Kopa, zwana też Basztą (słow. Hrubá kopa) – szczyt o wysokości 2168 m w Tatrach Zachodnich. Znajduje się w grani głównej Tatr, pomiędzy Trzema Kopami, od których oddziela go niewielka przełęcz Hruba Przehyba, a Banówką, od której oddzielony jest Przełęczą nad Zawratami (2069 m). Strome północne ściany opadają do polodowcowego kotła Doliny Spalonej. W północno-wschodnim kierunku, do Rohackich Stawów wysuwa się krótki i niski grzbiet. Po południowej stronie bardziej łagodne, trawiasto-kamieniste zbocza opadają do Wielkich Zawratów (górna część Doliny Żarskiej).
Hruba Kopa ma kopulasty i kamienisty szczyt. Rozciągają się z niego interesujące widoki. Nazwa góry pochodzi od tego, że jest masywna w porównaniu np. z sąsiednimi Trzema Kopami. Wcześniejsze pomiary określały jej wysokość na 2163, 2165 lub 2166 m.

## Przypisy

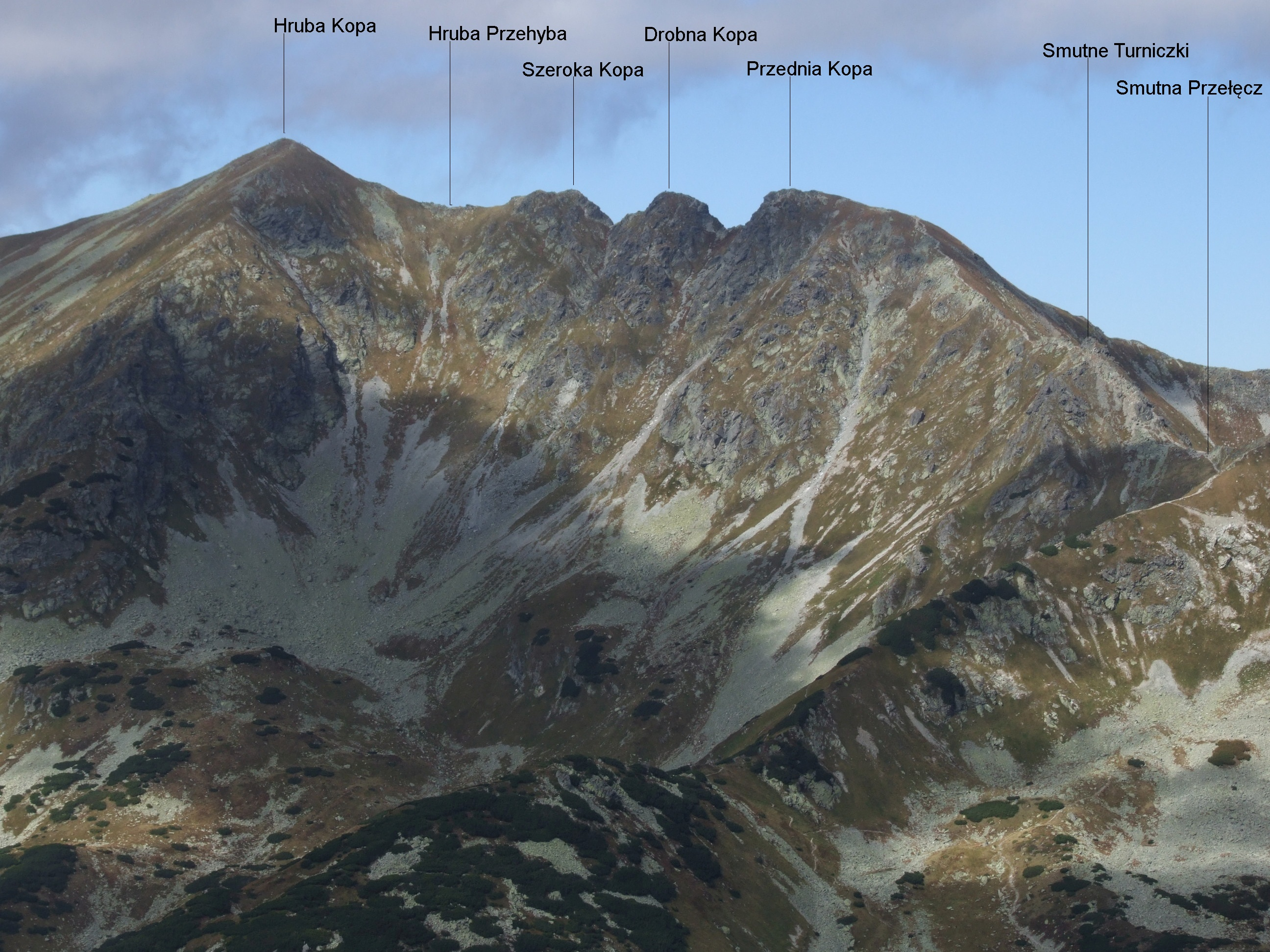
Widok z północnej grani Barańca

## Szlaki turystyczne
– czerwony, biegnący główna granią Tatr Zachodnich na odcinku od Smutnej Przełęczy do Banikowskiej Przełęczy przez Trzy Kopy, Hrubą Kopę i Banówkę. Czas przejścia fragmentu szlaku: 2 h, z powrotem tyle samo